# Nemoraea nigroscutellata
Nemoraea nigroscutellata là một loài ruồi trong họ Tachinidae.